# Forår (maleri)
 For alternative betydninger, se Forår (flertydig). (Se også artikler, som begynder med Forår)
I maleriet Forår fra 1895 har L.A. Ring skildret Sigrid Kähler og hendes yngre søster Ebba på 15 år. De to piger står i en havegang i Næstved. Maleriet markerer et vendepunkt i Rings liv både på det kunstneriske og det personlige plan. Under udførelsen af maleriet blev Sigrid Kähler og Ring forelsket i hinanden, hun var 21 og han 41 år. De blev gift sommeren efter.
I årene efter ægteskabet indtræder der nogle lysere toner og motiver i Rings maleri. Men i Forår er der stadig en snert af melankoli, Sigrid kigger sørgmodigt skråt ned.
Maleriet betrages som et af de vigtigste fra Rings hånd. Ring arbejdede på maleriet gennem længere tid. Han arbejdede med et fotografisk forlæg af Ebba og Sigrid i den position han ønskede, men havde dem indkaldt til justering af portrætterne, tøjet og farverne.

## Modtagelse
Maleriet blev udstillet første gang i 1896 på Charlottenborgs Forårsudstilling, hvor det vakte opsigt. Ring fik Akademiets Årsmedalje for det ved den lejlighed. Karl Madsen fremhævede det i tidsskriftet Tilskueren som et virkelig godt billede.
I 1897 blev billedet vist på en udstilling i Dresden. I 1900 kom det på Verdensudstillingen i Paris, hvor Ring modtog en bronzemedalje. Han havde fire malerier med på udstillingen.
Kunstforeningen havde en retrospektiv udstilling af Rings værker. Axel Holck skrev i tidsskriftet Kunst, at Forår nu anses for et hovedværk i dansk kunst.

## Forstudier
På maleriet Lampelys. Interiør med kunstnerens hustru fra 1898 ses bag Sigrid Kähler en skitse af haveanlægget, som indgår i maleriet Forår. Haven er fra Rudolf Bertelsens have i Næstved.
Maleriet er en allegori med symboler på livet fra start til slut. Til venstre unge træer og blomster, i midten to unge mennesker: Ebba, barnet, og Sigrid, den unge voksne. Til højre det ældede træ, som slutter ringen. Med dette maleri bevæger Ring sig væk fra den rene realisme og nærmer sig symbolismen, her ses en blanding af begge dele.
Året efter lavede Harald Slott-Møller et maleri i familie med med Rings Forår, Slott-Møllers hedder Foråret - også en allegori.

## Proveniens
Som rådgiver for Heinrich Hirschsprung foreslog kunsthistorikeren Emil Hannover Hirschsprung at købe maleriet Forår, men Hirschsprung havde ikke travlt og havde desuden også I havedøren, Kunstnerens hustru i kikkerten. I 1902 blev Forår dog indkøbt til Hirschsprungs Samling, og i 1924 købte Statens Museum for Kunst I havedøren, Kunstnerens hustru.
Forår er stadig i Den Hirschsprungske Samling.